# Liste von Schiffen mit dem Namen Rainbow Warrior
Rainbow Warrior (deutsch: „Regenbogenkrieger“) ist bzw. war der Name dreier Schiffe der Umweltschutzorganisation Greenpeace.

## Name
Der Name entstammt einer Legende, die erstmals 1962 im Buch Warriors of the Rainbow von William Willoya und Vinson Brown veröffentlicht wurde. Darin prophezeit eine indianische Frau einem kleinen Jungen, nachdem die Erde verwüstet und die Tiere gestorben sein würden, würde ein neuer Stamm auf die Welt kommen, der aus Menschen vieler Farben, Klassen und Glaubensrichtungen bestünde. Diese würden durch ihre Taten die Erde wieder grün machen und Krieger des Regenbogens (Warriors of the Rainbow) genannt werden.

## Schiffsliste
| Bezeichnung     | Schiffsart       | Klasse / Typ        | Baujahr | Bauwerft                                  | Eigner     | Dienstzeit | Verbleib                                                                    | Bild |
| --------------- | ---------------- | ------------------- | ------- | ----------------------------------------- | ---------- | ---------- | --------------------------------------------------------------------------- | ---- |
| Rainbow Warrior | Forschungsschiff | Ketsch (nach Umbau) | 1955    | Hall, Russell & Company, Aberdeen         | Greenpeace | 1978–1985  | 1985 versenkt                                                               |      |
| Rainbow Warrior | Trawler          |                     | 1957    | Cochrane & Sons, Selby                    | Greenpeace | 1989–2011  | 2011 an Friendship nach Bangladesch verkauft, als Rongdhonu 2018 abgewrackt |      |
| Rainbow Warrior |                  |                     | 2011    | Maritim Shipyard, Danzig / Fassmer, Berne | Greenpeace | seit 2011  | aktiv                                                                       |      |